# Бовоар (Јон)
Бовоар (фр. Beauvoir) насеље је и општина у источном делу централне Француске у региону Бургоња, у департману Јон која припада префектури Осер.
По подацима из 2011. године у општини је живело 347 становника, а густина насељености је износила 51,64 становника/km². Општина се простире на површини од 6,72 km². Налази се на средњој надморској висини од 176 метара (максималној 256 m, а минималној 135 m).

## Демографија
| 1962. | 1968. | 1975. | 1982. | 1990. | 1999. | 2011. |
| ----- | ----- | ----- | ----- | ----- | ----- | ----- |
| 181   | 204   | 208   | 236   | 287   | 299   | 347   |

График промене броја становника у току последњих година